# De vrouw van Jerobeam
De vrouw van Jerobeam (Frans: La femme de Jéroboam) is een schilderij uit 1671 van Frans van Mieris. Sinds 1899 maakt het deel uit van de collectie van het Museum voor Schone Kunsten in Rijsel.

## Voorstelling
Jerobeam was de eerste koning van het koninkrijk Israël, dat ontstond na de dood van koning Salomo. In het bijbelboek 1 Koningen wordt verteld hoe hij tempels liet bouwen om twee gouden kalveren te vereren. Voor deze zonde werd hij zwaar gestraft. Toen zijn zoon Abia ziek werd, stuurde hij zijn vrouw met broden, koeken en honing naar de profeet Achia in Silo om van hem te horen hoe het zijn zoon zou vergaan. De profeet was blind geworden, maar omdat God haar komst had aangekondigd, herkende hij de vrouw toch. Hij voorspelde dat haar zoon zou sterven zodra zij thuis zou komen. Abia zou het enige mannelijke lid van de familie zijn dat een begrafenis kreeg. De anderen zouden verscheurd worden door dieren.
Van Mieris schilderde de aankomst van de vrouw, waarvoor zijn echtgenote waarschijnlijk model stond, bij de profeet. Hoewel de Bijbel vertelt dat ze in vermomming reisde, verschillen haar luxe kleren duidelijk van de eenvoudige kleding die Achia draagt. Dit onderscheid komt ook tot uitdrukking in Achia's kalebas om water in te bewaren die aan de muur hangt en de verfijnde pot met honing die de koningin onder haar arm houdt. Het centrale thema, de tegenstelling tussen godvrezende eenvoud en grote materiële welvaart, werkt de schilder consistent uit. Uit het gezicht van de oude man spreekt mededogen ondanks het verschrikkelijke bericht dat hij heeft moeten brengen. De koningin reageert met de gereserveerdheid die bij haar stand hoort. Rechts op de achtergrond is een bediende te zien die het meegenomen eten op haar hoofd draagt. Een laatste opvallende detail is het anachronistische hondje op de voorgrond.   
Vanaf het einde van de zestiende eeuw waren kunstwerken over afgoderij en de gevolgen daarvan populair in de Noordelijke Nederlanden. Dit kan niet los gezien worden van de strijd met de Spaanse kroon en de katholieke kerk waarin de (calvinistische) Republiek verwikkeld was. Sommige praktijken in de katholieke kerk werden door de protestanten als afgoderij gezien. Hoewel het verhaal van Jerobeam niet vaak is verbeeld, was het vermoedelijk goed bekend in het intellectuele milieu in Leiden, de stad waar Van Mieris woonde en werkte.